# Буддійська криза
Буддійська криза (в'єт. Biến cố Phật giáo) — період політичної та релігійної напруженості в Південному В'єтнамі з травня по листопад 1963 року, що характеризувався низкою репресивних дій уряду Південного В'єтнаму та кампанією громадянського опору, в основному керованою буддистськими монахами. Криза була спричинена розстрілом дев'яти неозброєних мирних жителів, які протестували проти заборони буддистського прапора, 8 травня в центрі міста Хюе. Криза закінчилась переворотом у листопаді 1963 року армією Республіки В'єтнам, арештом та вбивством Президента Нго Дінь З'єм 2 листопада 1963 року.

## Передумови
У Південному В'єтнамі кількість буддистів в 1963 році складалося від 70 до 90 відсотків населення, однак політика Президента Нго Дінь З'єм була спрямована на підтримку католиків, котрих приймали на державну службу та у військо, виділяли землі та давали податкові пільги. Для проведення масових заходів буддисти потребували офіційного дозволу. Крім того, розподіл вогнепальної зброї для ополчення селянської самооборони, призначеної для відбиття партизанів В'єтнаму, було зроблено так, щоб зброя була надана лише католикам. Деякі католицькі священники керували приватними арміями. Деякі буддійські села масово приймали католицтво, щоб отримати допомогу або уникнути примусового переселення.
Католицька церква була найбільшим землевласником в країні. Землю, що належала церкві, було звільнено від повинностей; католицька церква користувалася особливими пільгами при придбанні нерухомості, і в 1959 році Нго Дінь З'єм присвятив країну Діві Марії. Прапори Ватикану регулярно вивішувались на великих громадських заходах у Південному В'єтнамі. Раніше в січні 1956 року Дінь З'єм дозволив Наказ 46ː «Особи, які вважаються небезпечними для національної оборони та загальної безпеки, можуть бути за наказом обмежені концентраційним табором». Це розпорядження було використано проти буддистів.

## Події

### Травень 1963 року
Регіональний закон 1958 року, відомий як Указ № 10, був застосований в травні 1963 року, щоб заборонити показ релігійних прапорів. Він заборонив висвітлення буддійського прапора на Весак, день народження Гаутама Будди. Застосування закону викликало обурення серед буддистів напередодні найважливішого релігійного фестивалю року, адже тиждень раніше католикам було запропоновано показати прапори Ватикану під час урочистостей, організованих урядом для архієпископа Нґо Дмін-Травока — найстаршого католицький священник в країні. 8 травня в Хуці натовп буддистів протестував проти передбачуваної заборони на буддистський прапор. Поліція та армія розігнала демонстрацію з використанням зброї, було вбито дев'ять протестантів.
30 травня біля Національних зборів у Сайгоні на демонстрацію вийшли понад 500 ченців. Це був перший відкритий протест в Сайгоні проти З'єма за його вісім років правління.

### Червень 1963 року
1 червня влада оголосила про звільнення трьох основних посадових осіб, які залучаються до інциденту в Huế. Причиною було те, що вони не підтримали порядок. Стало зрозуміло, що ситуації не можлива до примирення.
3 червня в'єтнамська поліція та війська армії Республіки В'єтнам виливали хімікати на голову молячих буддійських протестантів у південному в'єтнамському місті Хук. 67 пацієнтів були госпіталізовані.
11 червня буддистський чернець Thích Quảng Đức здійснив самоспалення на жвавому перехресті дороги Сайгон, таким чином протестуючи проти політики президента.

### Липень 1963 року
7 липня 1963 року таємна поліція Нґо Дінь Ню, брат президента, напала на групу журналістів із Сполучених Штатів, які висвітлювали буддійські акції протесту проти дев'ятиріччя влади Нго Дінь З'єма. Пітеру Арнетту з Ассошіейтед прес (AP) розбили ніс, але сварка швидко закінчилася після того, як Девід Халберстам з «Нью-Йорк Таймс», бувши набагато вищим, ніж чоловіки поліції, почав контратаку і примусив таємну поліцію відступити. Арнетт і його колега, журналіст-переможець Пулітцерівської премії Малькольм Браун, пізніше були відвезені на допит за підозрою в нападі на працівників міліції.

### Серпень 1963 року
У неділю, 18 серпня, буддисти влаштували масовий протест у палаці Xá Lợi Pagoda. Попри дощ, близько 15 тисяч людей прийшли на мітинг. Подія тривала кілька годин. В'єтнамський журналіст заявив, що це булу єдині емоційні громадськими зборами в Південному В'єтнамі після того, як Динь отримав владу майже десять років тому.
Увечері 18 серпня десять вищих генералів армії Республіки В'єтнам вирішили ввести воєнний стан. Нго Динь погодився оголосити воєнний стан чинним на наступний день. Військам було наказано зайняти стратегічні точки.
Незабаром після опівночі 21 серпня війська спецсил Республіки В'єтнам під керівництвом полковника Ле Куанг Тун виконали ряд синхронних нападів в Південному В'єтнамі. Понад 1400 буддистів були арештовані. Кількість загиблих та зниклих оцінюється в сотні. Військові вчинили вандалізм над головним вівтарем. Командувач 3-го корпусу АРВН, Тон Тхойтт Джин незабаром оголосив про військовий контроль над Сайгоном, скасування всіх комерційних рейсів у місто та запровадження цензури в пресі.
Американці проводили політику тихого та приватного консультування задля примирення уряду з буддистами, публічно підтримуючи альянс, але після нападів це стало неприйнятним. Державний департамент видав заяву про те, що набіги є «прямим порушенням» обіцянки проводити «політику примирення» [36] [40].
24 серпня адміністрація Кеннеді відправила «Кабель 243» в Лодж при посольстві в Сайгоні, відзначаючи зміну американської політики. Це повідомлення порадило шукати усунення Нгу від влади та шукати альтернативні варіанти лідерства, якщо Даїм відмовився прислухатися до американського тиску на реформи. Оскільки ймовірність відступу Діенма від Ню та його дружини вважалася практично нульовою, повідомлення фактично означало початок перевороту.

### Вересень 1963 року
Після серпневих подій режим Діня став почав хвилювати адміністрацію Кеннеді, яка розпочала місію з встановлення фактів. Зазначена мета експедиції полягала в розслідуванні прогресу у війні південного В'єтнаму та їх американських військових радників проти повстання В'єт Конґ. Місію очолювали Віктор Крулак та Джозеф Менденхолл. Крулак був генерал-майор морського корпусу Сполучених Штатів, тоді як Менденхолл був старшим офіцером зовнішньої служби, який мав досвід роботи з в'єтнамськими справами. Поїздка тривала чотири дні.
Крулак представив надзвичайно оптимістичний звіт про хід війни, а Менденхолл представив дуже похмуру картину військової відмови та громадського невдоволення. Крулак ігнорував наслідки народного невдоволення у боротьбі з В'єт Конґ. Генерал вважав, що зусилля в'єтнамських солдатів у цій галузі не будуть зачеплені громадським побоюванням у політиці Диенма. Менденхолл зосереджувався на оцінюванні поглядів в'єтнамських міст, і дійшов висновку, що політика Дієвіма збільшила можливості релігійної громадянської війни. Менденхолл зазначив, що політика Дієвіма спричинила занепокоєння південними в'єтнамцями того, що життя під В'єткогом покращить якість їхнього життя.
Непереконливий результат експедиції Крулака та Менденхолла призвів до наступної місії.

### Листопад 1963 року
1 листопада 1963 року, після шестимісячної напруженості і зростаючого протистояння режиму, генерали з армії Республіки В'єтнам провели переворот, що призвело до падіння уряду, арешту та вбивства президента.

## Використані джерела
1. ↑  Roberts, Adam (June 1965). , ‘Buddhism and Politics in South Vietnam’, The World Today, Royal Institute of International Affairs, London, vol. 21, no. 6,, pp. 240–50 analyses the causes of the Buddhist crisis and its significance as a case of non-violent struggle.
2. ↑  "The Religious Crisis". http://content.time.com/time/printout/0,8816,874816,00.html: Time. June 20, 1963. {{cite book}}: Зовнішнє посилання в |location= (довідка)
3. ↑  "The Situation In South Vietnam – SNIE 53-2-63". The Pentagon Papers (Gravel ed.). July 10, 1963. pp. 729–733. Retrieved August 21, 2007.
4. ↑  "South Vietnam: Whose funeral pyre?". p. 9. The New Republic. June 29, 1963.
5. ↑  "Diệm's other crusade". The New Republic. June 22, 1963. pp. 5–6.
6. ↑  Manhattan, Avro (1987). Vietnam: Why Did We Go?. Chick Publications. pp. 78–79.